# Epibator
Epibator é um género botânico pertencente à família das orquídeas (Orchidaceae).

## Espécies
1. Epibator hirtzii (Luer) Luer, Monogr. Syst. Bot. Missouri Bot. Gard. 95: 202 (2004).
2. Epibator serpentinus (Luer) Luer, Monogr. Syst. Bot. Missouri Bot. Gard. 95: 203 (2004).
3. Epibator ximenae Luer & Hirtz, Monogr. Syst. Bot. Missouri Bot. Gard. 95: 204 (2004).